# Ina Seidel
Ina Seidel (* 15. September 1885 in Halle (Saale); † 2. Oktober 1974 in Ebenhausen (Schäftlarn)) war eine deutsche Lyrikerin und Romanautorin. 1930 erschien ihr als Hauptwerk eingeschätzter Roman Das Wunschkind, zwei Jahre später wurde sie als zweite Frau in die Preußische Akademie der Künste berufen. 1933 gehörte sie zu den 88 Schriftstellern, die Adolf Hitler das Gelöbnis treuester Gefolgschaft schworen, und wurde von ihm persönlich 1944 in die Gottbegnadeten-Liste aufgenommen. Auch nach 1945 erhielt Seidel noch zahlreiche Ehrungen.

## Leben

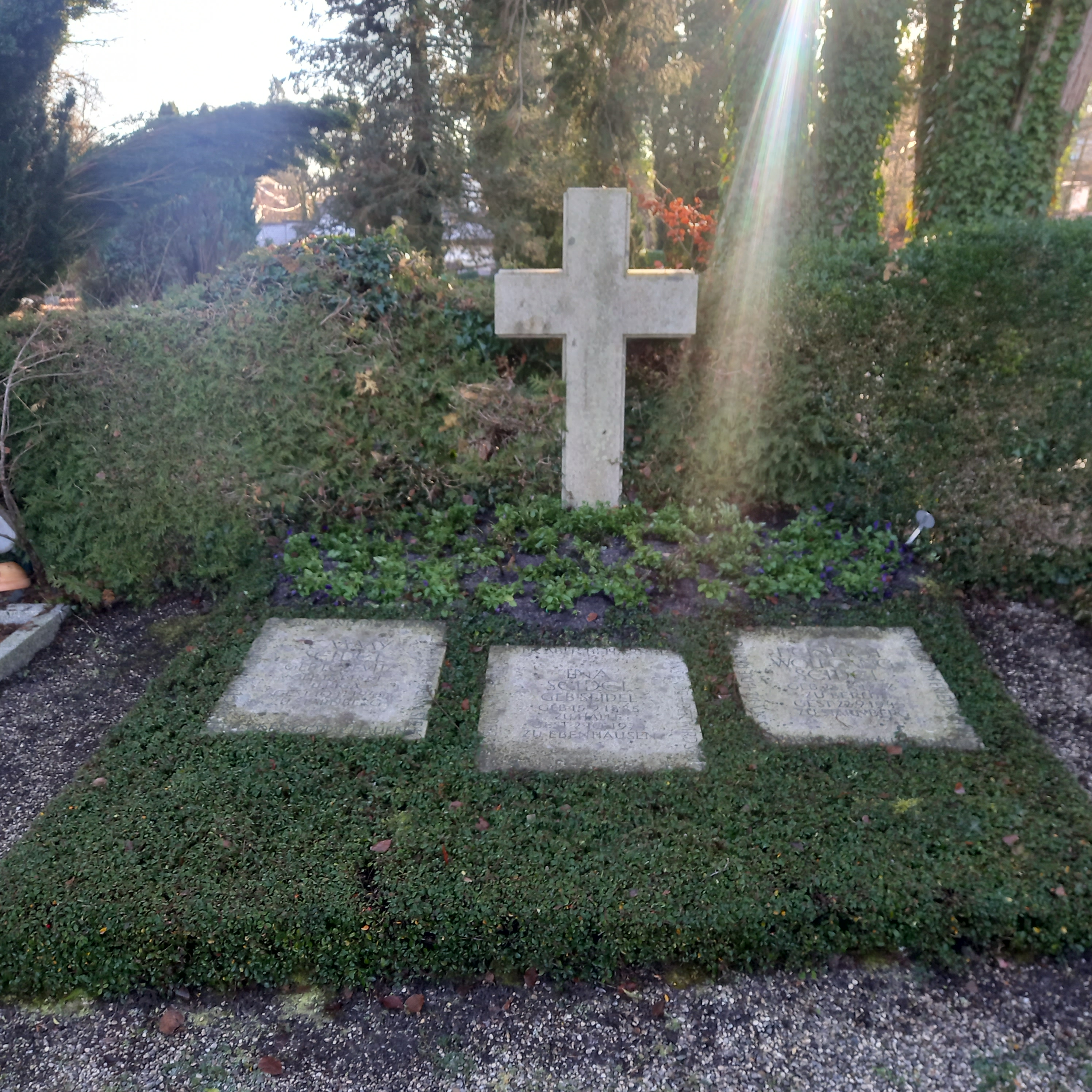
Das Grab von Ina Seidel und ihrem Ehemann Heinrich Wolfgang Seidel auf dem Neuen Friedhof in Tutzing

Ein halbes Jahr nach ihrer Geburt zogen die Eltern nach Braunschweig. Hier verbrachte sie ihre Kindheit. Ihr Vater Hermann Seidel, ein Bruder des Schriftstellers Heinrich Seidel, leitete als Arzt das Herzogliche Krankenhaus. Die Mutter, geborene Lösevitz und Rigaer Kaufmannstochter, war als Stieftochter von Georg Ebers aufgewachsen. Nachdem Hermann Seidel aufgrund von Kollegenintrigen 1895 Suizid begangen hatte, siedelte sie 1896 mit den Kindern nach Marburg und 1897 nach München über. Ina Seidels Bruder Willy Seidel (1887–1934) war ebenfalls Schriftsteller; ihre Schwester Annemarie Seidel (1895–1959) war Schauspielerin.
Seidel heiratete 1907 ihren Cousin, den Schriftsteller Heinrich Wolfgang Seidel (1876–1945). Im Folgejahr zog sie sich eine Kindbettinfektion zu und war seither gehbehindert. Ab 1914 wohnte die Familie in Eberswalde. 1919 wurde ihr Sohn Georg Seidel geboren, der später unter den Pseudonymen Christian Ferber und Simon Glas als Reporter, Kritiker und Essayist tätig war. 1923 zog die Familie zurück nach Berlin. 1934 verzog Seidel nach Starnberg.

### Schriftstellerin
Seidel debütierte mit empfindsamen, naturnahen Gedichtsammlungen. 1914 erschien Gedichte, es folgten 1915 Neben der Trommel her und 1918 Weltinnigkeit. Sie entwickelte sich dann zur Erzählerin mit einer großen Bandbreite an Stilen: Realistische historisch-biographische Werke, imaginierte Traumwelten, Familien- und Frauenschicksale, christliche Glaubenswelt. Neben ihrer Rolle als Verfasserin solcher Erzählungen trat sie auch als Essayistin und Herausgeberin in Erscheinung.
1930 veröffentlichte Seidel den Roman Das Wunschkind, an dem sie seit 1914 gearbeitet hatte und der als ihr Hauptwerk gesehen wird. Zusammen mit Gottfried Benn wurde sie, als zweite Frau nach Ricarda Huch, am 29. Januar 1932 in die Preußische Akademie der Künste (Berlin) berufen. Für die Annahme dieser Wahl – noch zu Zeiten der Weimarer Republik – erntete sie Kritik des rechtsgerichteten Autors Börries von Münchhausen, dem sie ansonsten jedoch persönlich und politisch nahestand.

### In der Zeit des Nationalsozialismus
Seidel identifizierte sich bald wie Börries von Münchhausen mit der Ideologie des Nationalsozialismus. Im Oktober 1933 gehörte sie mit acht weiteren Frauen zu den 88 Schriftstellern, die das Gelöbnis treuester Gefolgschaft für Adolf Hitler unterschrieben. 1932 heiratete ihre Tochter Heilwig den Buchwissenschaftler Ernst Schulte Strathaus, der von 1934 bis zu seiner Verhaftung durch die Gestapo 1941 in der NSDAP-Zentrale Braunes Haus beschäftigt war. Dort hatte er im Stab von Rudolf Heß als Amtsleiter für Kunst- und Kulturfragen fungiert.
Am Führerkult um Adolf Hitler beteiligte sie sich mit ihrem Gedicht Lichtdom, das in den Zeilen gipfelt: „Hier stehn wir alle einig um den Einen, und dieser Eine ist des Volkes Herz“.
Unter der Rubrik „Deutsche Dichter huldigen dem Führer“ und der Überschrift „Der lebendige Pol in unsrer Mitte“ schrieb Seidel anlässlich des 50. Geburtstags Hitlers am 20. April 1939:

„Wir Mitgebornen der Generation, die im letzten Drittel des vergangenen Jahrhunderts aus deutschem Blut gezeugt wurden, waren längst Eltern der gegenwärtigen Jugend Deutschlands geworden, ehe wir ahnen durften, daß unter uns Tausenden der Eine war, über dessen Haupte die kosmischen Ströme deutschen Schicksals sich sammelten, um sich geheimnisvoll zu stauen und den Kreislauf in unaufhaltsam mächtiger Ordnung neu zu beginnen. Erst als wir uns nach den gewaltigen Erschütterungen und Umwälzungen der letzten zwanzig Jahre als ein aus tiefster Erniedrigung auferstehendes Volk so wie niemals zuvor in deutscher Geschichte auf den einen lebendigen Pol in unsrer Mitte bezogen fanden, ein jeder dort, wo er dem Ganzen nach seinen Gaben am besten zu dienen vermochte, als wir es erlebten, wie in diesem verjüngten Volkskörper das Wunder der Wiedergeburt spürbar wurde an unsern Kindern – da begriffen wir ehrfürchtig, was uns geschehen war. Dort, wo wir als Deutsche stehen, als Väter und Mütter der Jugend und der Zukunft des Reiches, da fühlen wir heute unser Streben und unsre Arbeit dankbar und demütig aufgehen im Werk des einen Auserwählten der Generation – im Werk Adolf Hitlers.“

In der Endphase des Zweiten Weltkriegs nahm Hitler 1944 Seidel in die Gottbegnadeten-Liste (Sonderliste) unter die sechs wichtigsten zeitgenössischen deutschen Schriftsteller auf.
Werner Bergengruen (1892–1964) nannte Seidel wegen ihrer häufigen Hitlerhuldigungen in seinen Aufzeichnungen in Anspielung auf ihren Bestseller Das Wunschkind das „Glückwunschkind“. Der Philologe Victor Klemperer bemerkte 1947 enttäuscht: „[...] Ina Seidel ist ein trauriges Kapitel für sich“.

### In den Jahren 1945 bis 1974
In der Nachkriegszeit publizierte Seidel weiter. In ihrem letzten Roman Michaela unternahm sie 1959 einen Versuch der Auseinandersetzung mit dem Nationalsozialismus; darin postulierte sie eine Mitschuld des religiös orientierten Bildungsbürgertums, dem sie selbst entstammte. Sie erhielt in der Bundesrepublik zahlreiche Auszeichnungen, darunter 1966 das Große Bundesverdienstkreuz.
In der sowjetischen Besatzungszone setzte 1946 die Deutsche Verwaltung für Volksbildung den 1942 von Seidel mit Hans Grosser veröffentlichten Sammelband Dienende Herzen. Kriegsbriefe von Nachrichtenhelferinnen des Heeres auf die Liste der auszusondernden Literatur.

## Ehrungen, Mitgliedschaften, Sonstiges
- 1932: Ordentliches Mitglied der Preußischen Akademie der Künste (Berlin); Goethe-Medaille für Kunst und Wissenschaft
- 1937: Benennung des späteren Lily-Braun-Gymnasiums nach ihr
- 1941: Franz-Grillparzer-Preis der Stadt Wien
- 1948: Ordentliches Mitglied der Bayerischen Akademie der Schönen Künste
- 1949: Wilhelm-Raabe-Preis der Stadt Braunschweig
- 1954: Verdienstkreuz 1. Klasse der Bundesrepublik Deutschland
- 1955: Ordentliches Mitglied der Akademie der Künste Berlin (West)
- 1958: Großer Kunstpreis des Landes Nordrhein-Westfalen
- 1964: Bayerischer Verdienstorden
- 1966: Großes Verdienstkreuz der Bundesrepublik Deutschland
- 1970: Ehrenbürgerwürde der Stadt Starnberg

In vielen Städten (West-)Deutschlands sind Straßen und Wege nach der Schriftstellerin benannt. Am 29. August 2012 entschied der Bezirksausschuss in Neviges, den Ina-Seidel-Weg am Wimmersberg umzubenennen, da der Name der Schriftstellerin wegen ihrer offenen Sympathiebekundungen für die Nationalsozialisten in die Kritik geraten war. Dieser Beschluss zur Umbenennung wurde gekippt, allerdings wurde ein Schild angebracht, das auf die Verstrickung in der NS-Zeit hinweist. Auch in Landshut wurde ein Antrag, die Ina-Seidel-Straße umzubenennen, abgelehnt.
Die Stadt Braunschweig betrieb von 1957 bis zur Auflösung 1990 die Ina-Seidel-Schule (ISS).

## Werke

### Lyrik
- Gedichte. Berlin 1914. (Neuauflage: Berlin / Stuttgart 1919)
- Familie Mutz. Verse zu Bildern von Eugen Osswald (1879–1960). Mainz 1914. (Neuauflagen: 1936, 1947)
- Neben der Trommel her. Gedichte. Berlin / Stuttgart 1915
- Weltinnigkeit. Gedichte. Berlin 1918 (Neuauflage: 1921)
- Planetenspiel zur Erdenfeier der Sonnenwende. In drei Tanzkreisen. In: Die Tat. 16. Jg. 1924, Heft 3, S. 161 ff.
- Neue Gedichte. Stuttgart 1927
- Der volle Kranz. Gedichte. Ausgewählt und eingeleitet von Karl Plenzat. Leipzig (Eichblatt) 1929
- Tröstliche Begegnung. Leipzig 1932. Erweiterte Ausgabe: Stuttgart 1933 (Neuauflagen: 1934, 1935)
- Das Russische Abenteuer und ausgewählte Gedichte. Mit einer Einführung von Wilhelm Dietrich. Paderborn 1935 (Neuauflage: 1954)
- Gesammelte Gedichte. Stuttgart 1937
- Verse. In: Das Gedicht, 4. Jg. 1938, 6. Folge
- Gedichte. München 1941
- Gedichte. In: Der Burglöwe, Jg. 1944, Heft 16
- Gedichte. Eine Auswahl. Stuttgart 1949
- Gedichte. Festgabe zum 70. Geburtstag der Dichterin. Stuttgart 1955

### Erzählende Prosa
- Das Haus zum Monde. Roman. Berlin / Stuttgart 1917 (Neuauflage: 1931. Weitere Neuausgabe zusammen mit Sterne der Heimkehr [1923] unter dem Titel Das Tor der Frühe, Stuttgart 1952)
- Hochwasser. Novellen. Berlin / Stuttgart 1920
- Das Labyrinth. Ein Lebenslauf aus dem 18. Jahrhundert (siehe auch: Georg Forster). Jena (Diederichs Verlag) 1922 (Neuauflagen: 1924; Stuttgart 1931; 1936 ff.; 1940, 1943, 1944, 1949, 1950, 1954 ff.)
  - Englische Übersetzung von Oakley Williams. London, New York 1932
- Sterne der Heimkehr. Eine Junigeschichte. Stuttgart 1923 (Neuauflage: 1924. Weitere Neuausgabe zusammen mit Das Haus zum Monde [1917] unter dem Titel Das Tor der Frühe, Stuttgart 1952)
- Das wunderbare Geißleinbuch. Neue Geschichten für Kinder, die die alten Märchen gut kennen (mit 30 Illustrationen von Wilhelm Scholz), Stuttgart 1925 (Neuauflagen: 1935; Reutlingen 1949, 1950; Stuttgart 1953)
- Die Fürstin reitet. Stuttgart 1926 (Neuauflagen: Berlin 1929, 1935; Stuttgart 1942, 1943; Hameln 1948, Sollham / Berlin 1948 ff.)
  - Finnische Übersetzung von Helka Varho. Porvoo 1944
- Brömseshof. Eine Familiengeschichte. Stuttgart 1928 (Neuauflagen: 1930, 1933, 1940, 1944; Düsseldorf 1949)
  - Finnische Übersetzung von J. A. Hollo. Helsinki 1942
  - Französische Übersetzung von Edith Vincent. Paris 1944
- Renée und Rainer. Erzählung. Weimar 1928 (Neuauflagen: Stuttgart 1930, 1933, 1938)
- Die Brücke. Erzählungen. Berlin 1929
- Der vergrabene Schatz. Drei Erzählungen. Berlin 1929 (Neuauflagen: 1937; München 1951)
- Die Brücke und andere Erzählungen. Hrsg. und eingeleitet von Regina Tieffenbach. Leipzig 1930
- Das Wunschkind. Roman (geschrieben 1914–1930). Stuttgart 1930 (Neuauflagen: 1931 ff.; Köln 1934; Berlin 1934; Stuttgart 1936, 1939, 1940, 1941, 1942, 1944 [auch als Frontbuch-Ausgabe], 1945, 1946; Köln 1948; Stuttgart 1949; Stuttgart / Gütersloh 1950, 1951, Gütersloh 1952, Stuttgart / Hamburg 1953; Köln 1953, Stuttgart / Darmstadt 1955 ff.; Frankfurt / Berlin 1987)
  - Niederländische Übersetzung von T. de Ridder. Amsterdam 1933 (Neuauflagen: 1938, 1943)
  - Englische Übersetzung von G. Dunning. London / New York (Gribble) 1935
  - Tschechische Übersetzung von Jarmila Urbánková. Prag 1941 (Neuauflage: 1941/42)
  - Ungarische Übersetzung von Kosáryné Réz Lola. Budapest 1941 (Neuauflage: 1942)
  - Finnische Übersetzung von Lauri Hirvensalo, Porvoo 1942 (Neuauflagen: 1953, 1954)
  - Französische Übersetzung von Edith Vincent. Paris 1942 (Neuauflage: Verviers 1954)
  - Italienische Übersetzung von Marietta Frangelo. Mailand 1942
  - Norwegische Übersetzung von Stephan Tschudi. Oslo 1942
- Osel, Urd und Schummei. Skizze. In: Velhagen und Klasings Monatshefte, 45. Jg. 1930, Bd. 2, S. 393 ff.
  - Osel, Urd und Schummei. Fragmente einer Kindheitsgeschichte. Gütersloh 1950
  - Erweiterte Fassung: Vor Tau und Tag. Autobiographie. Stuttgart 1962
- Das Geheimnis. Berlin 1931
- Der Weg ohne Wahl. Roman. Stuttgart 1933 (Neuauflagen: 1935 ff., 1940; Hamburg / Berlin 1954)
  - Niederländische Übersetzung von T. de Ridder. Amsterdam 1935 (Neuauflage: 1938)
  - Ungarische Übersetzung von Lány Viktor. Budapest 1944
- Meine Kindheit und Jugend. Ursprung, Erbteil und Weg. Stuttgart 1935 (Neuauflage: 1941)
- Spuk in des Wassermanns Haus. Novellen. Mit einem autobiographischen Nachwort. Leipzig 1936 (Neuauflage: Stuttgart 1950)
- Lennacker. Das Buch einer Heimkehr. Deutsche Verlags-Anstalt, Stuttgart / Berlin 1938 (Neuauflagen: 1939, 1940, 1941, 1946, 1948, 1951, 1952, 1955, 1979; Auswahl: London 1947)
  - Norwegische Übersetzung von Olof Lagercrantz und Inga Lindholm. Stockholm 1940 (Neuauflage: 1941)
  - Niederländische Übersetzung von A. Tielemann. Kampen 1941 (Neuauflage: 1946)
  - Dänische Übersetzung von Ingeborg Gad. Kopenhagen 1943 (Neuauflage: 1944)
  - Finnische Übersetzung von Helka Varho. Porvoo 1943 (Neuauflage: 1955)
- Unser Freund Peregrin. Aufzeichnungen des Jürgen Brook. Eine Erzählung. (Deutsche Verlags-Anstalt) Stuttgart 1940 (Neuauflagen: 1943, 1946, 1950: Berlin / Darmstadt 1954, Stuttgart 1955 ff.)
  - Schwedische Übersetzung von Olof Lagercrantz. Stockholm 1941
  - Flämische Übersetzung von Remy de Mynck. Antwerpen 1942
  - Niederländische Übersetzung von R. de Mynck. Antwerpen 1943
  - Französische Übersetzung von Edith Vincent. Brüssel 1944
- Bekränztes Jahr. In: Kiepenkerk-Jahrbuch, Jg. 1949, S. 103f.
- Philippus Sebastian Lennacker (Ausschnitte). Paderborn 1950
- Stationen meines Lebens. In: NZ, Hannover, 15. September 1950
- Das Tor der Frühe. Roman einer Jugend. Stuttgart 1952 (darin aufgegangen: Das Haus zum Monde [1917] und Sterne der Heimkehr [1923])
- Die Geschichte einer Frau Berngruber. Erzählung. Gütersloh 1953 (Neuauflage: 1955)
- Die Versuchung des Briefträgers Federweiß. Erzählung. München 1953 (Neuauflage: Graz / Wien 1954)
- Das unverwesliche Erbe. Roman. 1954 (Fortsetzung von Lennacker [1938]; Neuauflage: 1955)
- Die Orange (zusammen mit Heinrich Wolfgang Seidel). Düsseldorf (Hoch-Verlag) 1954
- Die Fahrt in den Abend. Erzählung. In: Merkur, Heft 74–76, 1954. Buchausgabe: Stuttgart 1955
- Der verlorene Garten. Braunschweig 1955
- Michaela. Die Aufzeichnungen des Jürgen Brook. Roman. Stuttgart 1959
- Drei Städte meiner Jugend. Chronik. Stuttgart 1960
- Berlin, ich vergesse dich nicht. Erinnerungen. Berlin (Ernst Staneck) 1962
- Quartett. Erzählungen. Stuttgart 1963
- Die alte Dame und der Schmetterling. Stuttgart 1964
- Lebensbericht 1885–1923. Eine Autobiographie. Stuttgart (Deutsche Verlags-Anstalt) 1970
- Sommertage. Eine Liebesgeschichte. Stuttgart (Engelhorn) 1973
- Aus den Schwarzen Wachstuchheften. Monologe, Notizen, Fragmente. Hrsg. von Christian Ferber (=Georg Seidel). Stuttgart 1980

### Aufsätze, Artikel, Vorträge
- Organisierte Mütterlichkeit. In: Die Tat. 7. Jg. 1915, Bd. 2, S. 975 ff.
- Der Lyriker Albrecht Schaeffer. In: Die Tat. 8. Jg. 1916
- Wilhelm von Scholz als Erzähler. In: Das literarische Echo. 26. Jg. 1924, S. 260 ff.
- Ricarda Huch. In: Vossische Zeitung. 18. Juli 1924
- Revolution in Mainz. In: Die Bergstadt, 1925
- Albert Talhoffs „Totenmal“. Zur Münchener Uraufführung, in: Münchener Neueste Nachrichten, Juli 1930
- Das Wunschkind. Vorspiel zu einem Roman. In: Haushalt, Wirtschaft, Lebensführung 1931
- Die Entwicklung der Friedensbewegung in Europa bis zur Entscheidungsstunde der Gegenwart. In: Die Frau, 39. Jg. 1932, S. 193 ff.
- Goethe und die Frau. In: Die Frau, 39. Jg. 1932, S. 735 ff.
- Sinn und Berechtigung des Preußentums im deutschen geistigen Raum. In: Deutsche Rundschau, 58. Jg. 1932, Heft 8, S. 83 ff.
- Lulu von Strauß und Torney und ihre Welt. In: Diederichs Löwe. 5. Folge 1933, Heft 6, S. 156 ff.
- Mein Erlebnis mit Adalbert Stifter. In: Eckart. Band 9, 1933, S. 209
- Die Gemeinschaft der geistig Schaffenden Deutschlands. Eine Rundfrage zum Tag des Buches. In: Die literarische Welt. 9. Jg. 1933, Nr. 11/12, 17. März 1933
- Dichter, Volkstum und Sprache. Ausgewählte Vorträge und Aufsätze. Stuttgart / Berlin (Deutsche Verlags-Anstalt) 1934
- Luise, Königin von Preußen. Bericht über ihr Leben. Königstein 1934
- Die zwiespältige Beschaffenheit des buchhändlerischen Berufes. In: Börsenblatt für den deutschen Buchhandel. Leipzig, 6. Januar 1934
- Wege zu Gott. In: Eckart. Jg. 1934, S. 372.
- Irene Forbes-Mosse. Zum 70. Geburtstag der Dichterin am 5. August 1934. In: Frankfurter Zeitung, 4. August 1934
- Erinnerung. In: Die Literarische Welt. 10. Jg. 1934, Nr. 32, S. 13
- Posthumes Portrait (Susanne Trautwein). In: Die Literatur. 36. Jg. 1934, S. 558 ff.
- Wie mein Roman „Das Wunschkind“ entstand. In: Schule der Freiheit, 2. Beilage 1935, S. 40 ff.
- Willy Seidels letztes Jahr. In: Die Literatur, 38. Jg. 1936, S. 512 ff.
- Die Stunde des Christentums. In: Die Gemeinde, Jg. 1936, S. 287 ff.
- Lesen ein Leben lang. In: Der Bücherwurm, 24. Jg. 1939, S. 100 ff.
- Clemens Brentanos Münchener Jahre. In: Die Propyläen. 39. Jg. 1941, S. 81 ff.
- Zum Geburtstag des Führers am 20. April 1942. In: Der deutsche Schriftsteller. April 1942.[15]
- Achim von Arnim. Stuttgart 1944
- Bettina. Stuttgart 1944 (Neuauflage: 1948)
- Clemens Brentano. Stuttgart 1944 (Neuauflage: 1948)
- Die Vogelstube. Stuttgart 1946
- Hermann Seidel: „Tagebuch einer Jugend“. In: Rheinischer Merkur, 2. Jg. 1947, Nr. 40, S. 5 ff.
- Bei den Sybillen, den Königinnen. Über Annette von Droste-Hülshoff und Ricarda Huch. In: Jahrbuch der Droste-Gesellschaft, Bd. 2, 1948, S. 17 ff.
- Der traurige Jahrmarkt. Begegnungen mit Würzburg. In: Merian, Jg. 1948, Heft 1, S. 25 ff.
- Die Volksdichterin Anna Luise Karsch. In: Schlesisches Himmelreich, Jg. 1948, S. 68
- Meine Vaterstadt (Braunschweig). In: Merian, 3. Jg. 1950, Heft 3, S. 3 ff.
- Ein erratischer Mensch: Ernst Lissauer zum Gedächtnis. In: Freude an Büchern. 4. Jg. 1953, S. 80f.
- Irene Forbes-Mosse. In: Welt und Wort. 8. Jg. 1953, S. 294 ff.
- Vorbemerkung zu dem Tagebuch aus dem Nachlaß von Willy Seidel. In: Akzente, Nr. 3, 1954, S. 257
- Dank an Bayern. Vortrag. Starnberg 1955
- Über die Entstehung meines Buches „Lennacker“. In: Die Gemeinde, Lübeck, 18. September 1955
- Frühe Begegnung (Marburg). In: Merian, Jg. 1955, Heft 5
- Ricarda Huch. Rede zum hundertsten Geburtstag (Juli 1964). München (Bayerische Akademie der Schönen Künste) 1964
- Frau und Wort. Ausgewählte Betrachtungen und Aufsätze. Stuttgart (Deutsche Verlags-Anstalt) 1965

### Vertonungen
- (Komponist nicht ermittelt): Deutschland starrt im Waffenglanze (Des Vaterlandes Hochgesang, 1914)
- Theodor Warner: Zehn Lieder (1948)

U.a.: Ehe – Vorfrühling – Frühling – Sommergedenken – Mittag im Walde
- Christian Lahusen (1886–1975): Hochzeit. In: Der goldene Ring. Ein Minneliederbuch (1950)
- Rudolf Mauersberger (1889–1971): Unsterblich duften die Linden. In: Zwei Gesänge (1942)[16]
- Ernst-Lothar von Knorr (1896–1973): Seltsam wirkt der Sterne Walten. In: Der Ring (1938)
- Ernst-Lothar von Knorr: Eine Stimme ruft dich in der mitternacht. In: Gesang im Grünen (1951). Lieder für gemischten Chor
- Erich Riede (1903–1986): Drei Lieder op. 8

1. Ehe – 2. Die Mutter sinnt bei der Wiege I – 3. Die Mutter sinnt bei der Wiege II
- Ewald Schäfer: Dir so fromm zu nahen, Welt. In: Heiliges Leben (1956)
- Franz Reinecke: Stätten fand ich im Land. In: Heiliges Leben (1956)
- Achim Reichel (* 1944): Regenballade. Nr. 4 auf der gleichnamigen LP (1978; zusammen mit Vertonungen von Gedichten anderer Autoren, u. a. Herr von Ribbeck auf Ribbeck im Havelland von Theodor Fontane)
- Dierk Moyzes: Viel zu wenig kenne ich die Bäume. In: Liederblätter (1991)